# بيت القرآن
بيت القرآن هو مجمع متعدد وشامل للقرآن الكريم والفنون الإسلامية تأسس عام 1990 في المنامة عاصمة البحرين، يعتبر مركزاً إسلاميا حضاريا يقصده الدارسون والباحثون مما جعله مؤسسة ثقافية رائدة لها كيانها المستقل وأهدافها وسياستها لخدمة كتاب الله الكريم، يضم البيت متحف يحتوي على العديد النسخ والمخطوطات القرآن الكريم ويعتبر أحد أشهر المتاحف الإسلامية في العالم. تم تصميمه وفق الطراز الإسلامي القديم الذي يرجع إلى القرن الثاني عشر، وكان صاحب فكرة تأسيسه هو الدكتور عبد اللطيف جاسم كانو عام 1984 والذي كانت مجموعته النادرة من النسخ والمخطوطات القرآنية السبب الرئيسي وراء فكره تأسيس بيت القرآن، وتم تأسيس بيت القرآن بدعم كامل من الهبات والمساعدات الخيرية من مختلف فئات المجتمع ومن بعض الدول العربية، وتم افتتاح المجمع والمتحف عام 1990 ويدار حاليا كجهة مستقلة تابعة لوزارة الثقافة البحرينية.
يضم المتحف على ما يقارب نحو 10 آلاف نسخة ومخطوطة قرآنية، منها أول نسخة كتبت في عهد الخليفة عثمان بن عفان على شكل صحائف وأول نسخة من القرآن الكريم تم طباعتها في ألمانيا عام 1694 ميلادية وأقدم نسخة مترجمة من باللغة اللاتينية في سويسرا عام 955 هجرية بالإضافة إلى أكبر مصحف في العالم وهو من الهند كتب بخط النسخ في القرن الثامن عشر الميلادي وعدد من المصاحف صغيرة الحجم لا يمكن قراءتها إلا من خلال مكبرات بصرية.
ويوجد بالمتحف مخطوط قرآني من إيران كتب على الورق بخط النسخ والثلث كتب فيه آيات قرآنية في مربعات يمكن قراءتها من كل الاتجاهات، وهي من القرن الحادي عشر الهجري وغيرها.

## الإنشاء

### فكرة إنشائه
ترجع فكرة إنشاء المجمع إلى الدكتور عبد اللطيف كانو وهو مهندس إنشائي وكاتب بحريني، حيث يعتبر من أشهر جامعي المخطوطات القرآنية والإسلامية وله باع طويل في الفنون الإسلامية.

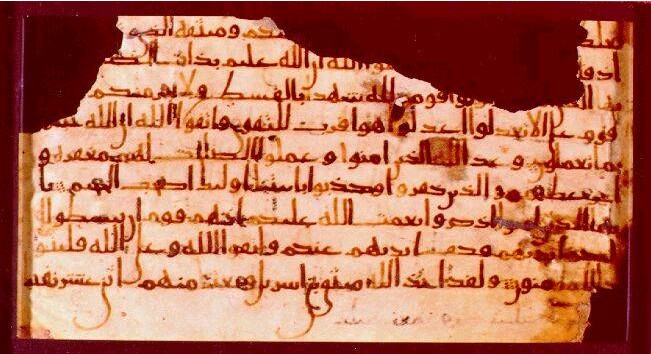
An early خط كوفي manuscript of the القرآن developed in the late 7th century, present at the museum

### تصميمه
تم تصميمه وفق الطراز الإسلامي القديم الذي يرجع إلى القرن الثاني عشر ومأذنته مماثلة لمنارة مسجد الخميس الذي شيد كأول مسجد في البحرين في عهد الخليفة عمر بن عبد العزيز، الزائر للبيت يجد في البهو الرئيسى ست لوحات رخامية تذكارية يعلوها الآية الكريمة “أولئك يسارعون في الخيرات وهم لها سابقون” وتضم كل لوحة اسم من أسماء قادة دول مجلس التعاون الخليجي الذين ساهموا بأموالهم الخاصة في تأسيس هذا الصرح الإسلامي الحضاري.

## تاريخه
بدأ بناء المجمع في عام 1984 وافتتح المتحف رسميا في مارس 1990 من قبل عبد اللطيف جاسم كانو. بني من أجل استيعاب مجموعة شاملة وقيمة من القرآن والمخطوطات النادرة الأخرى وهو مفهوم وفقا لمجلة إقليمية فريدة من نوعها في المنطقة الخليج العربي. إن جوهر مقتنيات المتحف هو خاص في مجموعة كانو من المخطوطات القرآنية والفن الإسلامي منذ ورد أنه قال أنه كان من هواة الجمع. كما نمت مجموعته نتيجة شعور قوي بالمسئولية تجاه المخطوطات النادرة. في عام 1990 قال إنه تبرع بمجموعته إلى المتحف الذي أسس لتشغيل المؤسسة الأولى من نوعها مخصصة لخدمة القرآن الكريم والحفاظ على المخطوطات التاريخية.
وقد تم تمويل إنشاء المتحف من التبرعات العامة بمساعدة أضيفت من مجموعة متنوعة من الناس من جميع مناحي الحياة في البحرين بدءا من رؤساء الدول لأطفال المدارس. دخول مرافق بيت القرآن مجاني لعامة الناس.
في يوليو من عام 2012 تم إغلاق المجمع لمدة شهرين من أجل إجراء عمليات صيانة، وتعد هذه هي المرة الأولى التي يتم إغلاقه منذ افتتاحه لأول مرة، وتم إعادة افتتاحه في سبتمبر 2012.

## المنشآت

### المسجد

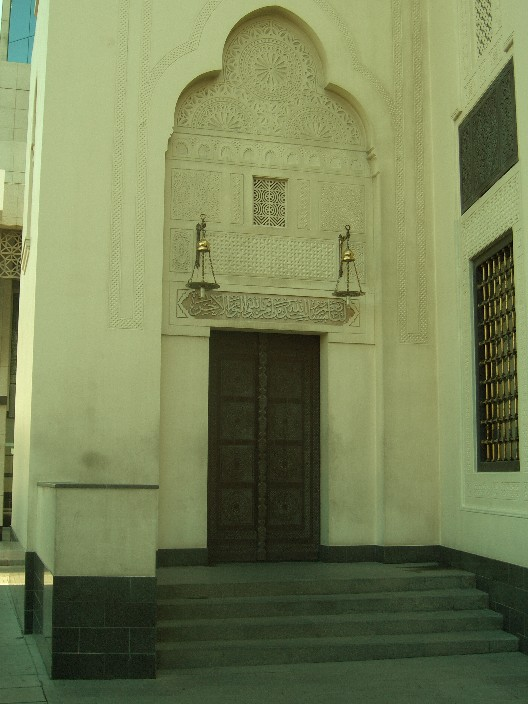
صورة لأحد أبواب المسجد

يتسع لنحو 150 مصل. وتم التبرع بالمنطقة إلى بيت القرآن من قبل عبد الرحمن جاسم كانو. والقبة الزجاجية المعشقة التي تم صنعها خصيصاً تعتبر إحدى أكبر القبب من نوعها في العالم وتغطي منطقة الصلاة الدائرة الاستثنائية. يصور تصميم القبة تركيبات خطية نفذها الخطاط المصري أحمد مصطفى، وتبين الآية 18 من سورة التوبة من القرآن الكريم والأنماط الهندسية الأخرى. تم صنع الزجاج المعشق ودعائمه في بريطانيا. أما المحراب الخزفي الأزرق المرتفع، وهو المكان الذي يؤم فيه الإمام المصلين، فقد تم تصميمه وإنتاجه للمسجد بواسطة فنان خزفي متخصص من تركيا. تم صنع القرميد للمحراب في عام 1984، وتم تضمين أرقام السنة كجزء من توليفة التصميم ضمن إطار خطي يصور الآية 255 من سورة البقرة من القرآن الكريم ’آية الكرسي‘. خلال شهر رمضان، يصبح المسجد مركز النشاط في بيت القرآن، حيث تقام صلوات التراويح بعد صلاة العشاء. يتبع الصلوات قراءات من القرآن الكريم يقرأها ضيوف من العالمين العربي والإسلامي.

### مكتبة الفرقان
تعتبر المركز الرئيسي للبحث عن المعلومات المتعلقة بالقرآن الكريم، حيث تتكون من طابقين يضمان أكثر من 60 ألف مطبوعة متعلقة بالقرآن الكريم وعلومه وبلغات مختلفة، تقع مكتبة الفُرقان في الطّابق الثّاني لمبني متحف الحياة، وتتألّف من طابقين يضمّان قرابة خمس وعشرين ألف مُجلّدٍ ديني وعلمي وأدبي باللغات العربيّة والإنجليزيّة والفرنسيّة، إضافةً إلى إمكانيّة الاتّصال بشبكة الإنترنت طوال فترة ساعات العمل الرّسمي. وتوفّر المكتبة غرف فرديّة للباحثين والدّارسين المتخصّصين والطّلاب الجامعيين القادمين لاقتباس ما يحتاجونه من كنوز المكتبة المعرفيّة.
جديرٌ بالإشارة أنّ المتحف يفتح أبوابه ستة أيّام في الأسبوع للزوّار العرب والأجانب والباحثين والدّارسين من مُختلف بقاع الأرض، ليقدّم لهم خدماته التّاريخيّة والمعرفيّة التي لا تستطيع تقديمها مؤسسة أخرى في المجال ذاته، يذكر أن وزير النفط السعودي السابق أحمد زكي يماني ساهم في تأسيس هذه المكتبة.

### مدرسة يوسف بن أحمد كانو
تركز المدرسة على تحفيظ القرآن الكريم، وتلقين أصول التلاوة والتجويد والترتيل للناشئة، كما تحرص على تزويد طلاب المدرسة بالعلوم القرآنية، وتعمل على تخريج المقرئين حسب القراءات المعروفة. وتضم المدرسة ثمانية فصول لتحفيظ القرآن مجهزة بأحدث التقنيات المتطورة من أجهزة كمبيوتر ووسائل سمعية وبصرية.

### قاعة المؤتمرات

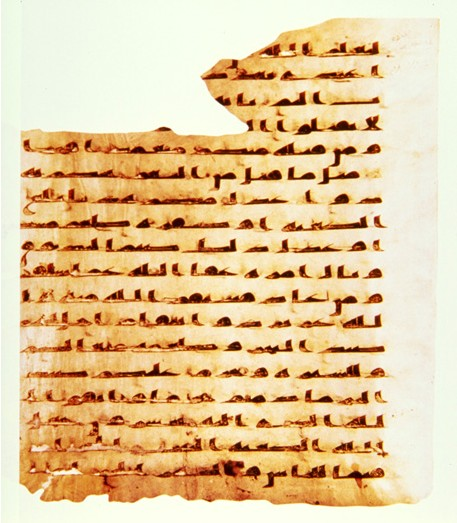
مخطوطة قرآنية على الرق تحتوي على الآيات 94 و 95 و 96 وجزء من الآية 97 من سورة المائدة معروضة في المتحف.

مجمع بيت القرآن مفتوح للجمهور من يوم السبت إلى يوم الأربعاء 09:00 صباحا حتى 12:00 مساء ومن 4:00 مساء حتى 6:00 مساء على التوالي. تستند التصاميم الخارجية للمجمع على الطراز القديم لمسجد القرن الثاني عشر. المجمع بأكمله يضم مسجد ومكتبة وأوديتوريوم وهي مدرسة (إسلام) ومتحف يتكون من عشر قاعات للعرض. كما توجد قبة زجاجية ملونة كبيرة تغطي القاعة الكبرى والمسجد. في المحراب علامة تشير إلى الاتجاه إلى مكة المكرمة ومغطاة ببلاط السيراميك الأزرق محفور فيه آيات قرآنية.
تتكون المكتبة من الكتب وأكثر من 50 ألف مخطوط بثلاث لغات وهي العربية والإنجليزية والفرنسية التي هي في الغالب عن الإسلام. المعهد متخصص في الفن الإسلامي ويحتوي على العديد من الكتب المرجعية ذات الأهمية الدولية. المكتبة وقاعات القراءة مفتوحة للجمهور أثناء ساعات العمل مع شبكة الإنترنيت فضلا عن توفير غرف فردية للباحثين والمتخصصين.
هناك أيضا قاعة تسمى قاعة محاضرات محمد بن خليفة بن سلمان آل خليفة والتي يمكن أن تستوعب ما يصل إلى 150 شخصا وتستخدم بشكل رئيسي للمحاضرات ومؤتمرات الأكاديمية. يتم إحضار المتحدثين الضيوف من العديد من البلدان بما في ذلك الولايات المتحدة وبريطانيا وفرنسا. غالبا ما تكون قاعة المؤتمرات متاحة للاستخدام العام للمحاضرات العامة بالتعاون مع الجمعيات والمؤسسات المختلفة في البحرين.
مدرسة يوسف أحمد كانو للدراسات الإسلامية تقع داخل الموقع. تقدم المدرسة سبعة مجالات للدراسة مجهزة تجهيزا كاملا مع أجهزة الكمبيوتر والوسائل الحديثة مع فصول منفصلة للنساء والأطفال تعلم القرآن.

## متحف الحياة
متحف الحياة هي مؤسسة المجمع الأكثر شهرة وتتكون من عشر قاعات موزعة على طابقين وتظهر مخطوطات قرآنية نادرة من فترات مختلفة بدءا من القرن الأول حسب تقويم أم القرى (700). المخطوطات المكتوبة من السعودية (مكة والمدينة المنورة) ودمشق وبغداد موجودة في المتحف. والمخطوطات تخضع لإجراءات خاصة من أجل الحفاظ على هذه الأعمال الفنية ومن أجل حمايتها من الأضرار. بعض القطع الأثرية الموجودة في المتحف تتضمن مخطوطة نادرة من القرآن الكريم يرجع تاريخها إلى 1694 وطبعت في ألمانيا. يضم المتحف أيضا أقدم نسخة في العالم مترجمة من القرآن الكريم الذي ترجم للغة اللاتينية في سويسرا في 955. النسخة الأولى من القرآن الكريم الذي كتب في عهد الخليفة عثمان بن عفان معروض في المتحف إلى جانب عدد من نسخ صغيرة من القرآن الكريم التي لا يمكن إلا أن تقرأ باستخدام الأجهزة البصرية المكبرة.
يتم عرض حبوب البازلاء والأرز التي يعود تاريخها إلى القرن 14 من باكستان التي تحتوي على سور محفورة فيها في المتحف. وتشمل المعروضات عددا نادرة من الذهب والنحاس والزجاج وفخار من عصور مختلفة من العراق وتركيا وإيران ومصر على التوالي.

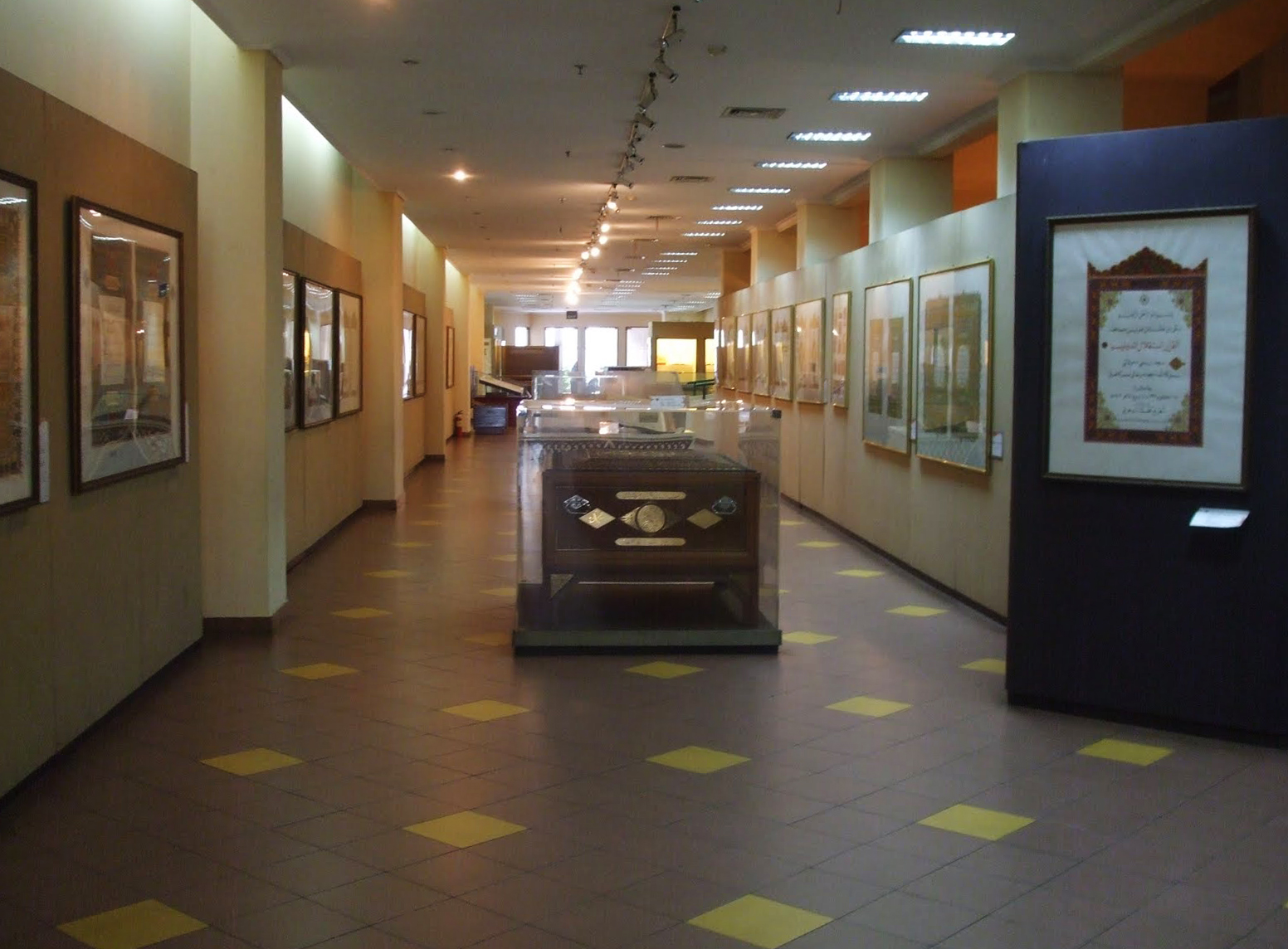
صورة لمتحف بيت القرأن من الداخل

يتم الاحتفاظ بأعمال العلماء المسلمين مثل ابن تيمية في المتحف. وقد زعم أنه المعهد الوحيد في العالم المكرس للقرآن والدراسات القرآنية.
يضم المتحف مخطوطات وبعض الآثار التي يتم الحصول عليها عن طريق الإهداء، والإعارة، وتكون طريقة عرضها حسب التسلسل التاريخي، وحسب نوع المادة، وحسب الحضارات، ووتكون وسيلة إيضاحه هذه المقتنيات عن طريق الصور، والمقتنيات الأصلية، والمجسمات، والأفلام، وأشرطة الفيديو، والكاسيت، والرسوم التوضيحية.

### أشهر القاعات

#### قاعة مكة المكرمة
بها مجموع ما كتب من القرآن الكريم من القرن الأول الهجري حتى الثالث الهجري وهي الفترة التي كتب فيها الخط الكوفي على الرق وهي فترة مهمة لأنها المرة الأولى التي يدخل فيها التنقيط فلدينا في هذه القاعة نماذج من المخطوطات أو الصفحات التي أدخل التنقيط عليها للإعراب ثم أدخل لفك إعجام الحرف بين الباء والتاء والثاء. فهناك عناصر مختلفة بالنسبة إلى المخطوط القرآني في العهد النبوي إلى القرن الثالث الهجري.

#### قاعة المدينة المنورة
يتوافر فيها أجمل ما هو مخطوط من القرآن، إلى جانب مجموعة من المصاحف التي كتبت في شيراز وهي من أبدع المخطوطات القرآنية سواء من الناحية الجمالية أو من ناحية الخط أو من ناحية ضبط كتابة الخط، كذلك توجد مجموعة متميزة في القاعة من الهند في العهد الموغلي ومجموعة من كشمير وشمال إفريقيا بما فيها المغرب، الجزائر، تونس وتركيا التي اهتمت فعلا بكتابة القرآن الكريم وخصوصا في عهد العثمانيين ومجموعة أخرى من البلاد العربية الإسلامية وهي جمهورية مصر العربية، الشام سورية ولبنان، وهي مجموعات تعطي تاريخا معينا للمخطوط القرآني في البلاد العربية والإسلامية.

#### قاعة القدس الشريف
تحتوي على ما هو نفيس ومتميز، بمعنى المخطوط الذي ليس له مثيل في العالم، إذ يتوافر في هذه القاعة أكبر وأصغر نسخة من القرآن الكريم، وهناك بعض الآيات القرآنية التي كتبت على حبوب الرز، الحمص، والسمسم وكذلك أسماء الله الحسنى. كما أن هناك أجزاء من القرآن الكريم مكتوبة على صفحات محددة.

### أبرز المقتنيات

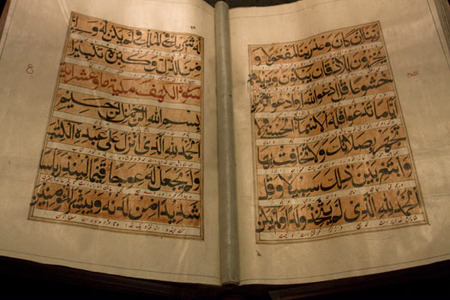
صورة أكبر نسخة من المصحف الشريف في متحف بيت القرآن

تزخر تلك القاعات بمجموعات نادرة من المخطوطات القرآنيّة الكريمة المعروضة بطريقة تليق بمكانة آياتها الشّريفة، والتي يرجع تاريخ أقدمها إلى القرن الأوّل الهجري، وصولاً إلى نماذج من أحدث المخطوطات التي خُطّت في عصرنا الحديث. ولا يسع الزّائر إلا أن ينبهر أمام ما يراه للمرّة الأولى من مخطوطات نادرة كُتبت في عصور إسلاميّة سابقة؛ استقبلها المتحف عن طريق الإهداء أو الإعارة من أقصى العالم الإسلامي في الأندلس وشمال أفريقيا وصولاً إلى شرق آسيا والصّين. منها أكبر مُصحف في العالم؛ تُشير بطاقة المعلومات المثبّتة على عارضته الزّجاجيّة أنّه كُتب في القرن الثّامن عشر الميلادي على أرض الهند، إلى جانب مَصَاحف صغيرة جدًا ترافقها عدسات مُكبّرة لاستحالة قراءتها بالعين المُجرّدة. ومنها أوّل نسخة من القرآن كُتبت في عهد الخليفة عثمان بن عفّان دون تنقيط أو علامات تشكيل، وأوّل نسخة مطبوعة من القرآن الكريم، وأقدم نسخة مترجمة من القرآن إلى اللغة اللاتينيّة.
ومن أعجب ما لا يستطيع الزّائر نسيانه؛ هو عارضة زجاجيّة تحفظ مجموعة من الحبوب النّباتيّة الصّغيرة التي خطّت على بعضها سورًا قصيرة كاملة من القرآن الكريم على أرض باكستان قبل أن يحتضنها المُتحف في البحرين.
كما يوجد أيضا نسخا من المخطوطات القرآنية التي كتبت على الرق تعود إلى عهد علي بن أبي طالب وأيضاً نسخا ربما تعود إلى الخط الأول في الإسلام والذي يسمى بالخط المائل أو الخط المدني أو المكي وكلها أنواع من الخطوط البدائية، التي جاء بعدها الخط الكوفي مع افتتاح المسلمين للعراق ودخول الكوفة في الإسلام، وهو الخط الذي كتب به القرآن في بداية العهد النبوي، وهو مشابه أيضا للخط الذي كتبت به رسائل النبي محمد إلى الشخصيات المهمة في تلك الفترة كالمنذر بن ساوى.
يحتوي المتحف أيضاً على مخطوطات قرآنية تايخية من مختلف أنحاء العالم الإسلامي من الصين في الشرق وإلى إسبانيا في الغرب وهو ما يمثل تطور تقاليد فن الخط من أول تقويم هجري (622 - 722 م) ومن العصر الذهبي للإسلام وحتى يومنا هذا.

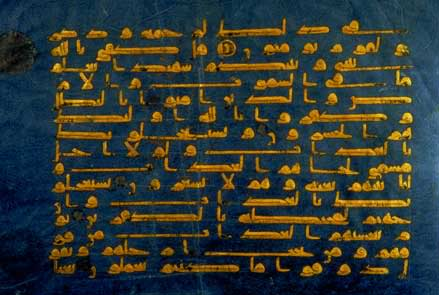
صورة لمخطوطة من المصحف الأزرق، موجودة بمتحف بيت القرآن

### إصدراته
يصدر عن المتحف الإصدارات التالية:
1. التقويم السنوي.
2. كتاب شامل عن المتحف.
3. سلسلة المنتخب (كتاب شهري).
4. كتاب مختصر عن المتحف.
5. نشرات وكتب متخصصة.

## أنشطة أخرى
بخلاف جمع وحفظ مخطوطات القرآن الكريم، يقدم المجمع خدمات أخرى مثل: تقديم القرآن الكريم وتعاليمه لجميع الناس من كافة الفئات العمرية، وتشجيع تعلمه ودراسته وقراءته، وتعزيز ورعاية الأنشطة الثقافية والمحاضرات والندوات الهادفة إلى نشر المعرفة بالإسلام والموروث الإسلامي، وتعزيز ورعاية الأبحاث والدراسات الأكاديمية من جانب العلماء في العلوم القرآنية، تعزيز دراسات علم المتاحف للمحافظة على استعادة وتخزين المخطوطات والكتب القديمة ونشر الكتب والمواد الأخرى حول القرآن الكريم والمواضيع الأخرى المتعلقة بالتراث الإسلامي.

## وصلات خارجية
- فيلم تسجيلي عن بيت القرآن على يوتيوب
- بيت القرآن، علي موقع وزارة الثقافة البحرينية
- تقرير عن مخطوطات قرآنية نادرة يضمها "بيت القرآن" في البحرين - MBC.net